# Emperadriu Eishō
L'emperadriu vídua Eishō (英 照 皇太后, Eishō-kōtaigō), nascuda Asako Kujō (Heian-kyo, 11 de gener de 1835 - Tòquio, 11 de gener de 1897), va ser l'emperadriu consort de l'emperador Kōmei del Japó. També se la coneix amb el nom tècnicament incorrecte d'emperadriu Eishō (英 照 皇后, Eishō-kōgō).

## Primers anys
Com a filla de Kujō Hisatada, el qual havia estat kampaku, Kujō Asako va desenvolupar una vida lligada completament a l'àmbit de la cort imperial. Als 13 anys, la van aparellar amb el príncep hereu Osahito. A la mort de l'emperador Ninkō el 1846, Osahito, que el va succeir com a emperador Kōmei, va nomenar-la Nyōgo, una posició de consort d'alt honor a la qual hi accedien les princeses de la sang després del temps de l'emperador Kammu.

## Emperadriu consort
Asako va tenir dues filles, que van morir quan encara eren petites. Tot i així es va convertir en la mare oficial de l'hereu de Komei, el príncep Mutsuhito, que esdevindria l'emperador Meiji. Mutsuhito va desenvolupar una forta vinculació emocional amb l'emperadriu Eishō, que es va fer més important durant el període inestable que es va desencadenar un cop l'emperador Kōmei morís inesperadament.

## Emperadriu vídua
Poc després de la mort de l'emperador Kōmei, el seu successor, l'emperador Meiji, li va conferir el títol d'emperadriu vídua i se li va donar un nom pòstum perquè acompanyés al seu nou títol. Aquest va ser un gest altament inusual a través del qual va passar a ser anomenada emperadriu vídua Eishō (英 照 皇太后, Eishō kōtaigō). Aquest nom pòstum es va treure específicament del títol del poema Anglesina violeta sobre un estany profund, d'un poeta de la dinastia T'ang, i es va creure apropiat per a una filla de la família Kujō del clan de Fujiwara ("Camp d'Anglesina").
Quan la cort imperial Meiji es va traslladar de Kioto a Tòquio, va seguir, vivint primer al palau d'Akasaka i després al palau d'Aoyama. L'emperadriu vídua va morir el 1897 als 62 anys i va ser enterrada al Senyū-ji, que es troba a Higashiyama-ku, Kioto. La seva memòria és honrada oficialment al mausoleu del seu marit a Kioto, que es coneix com a Nochi-no-tsukinowa no higashiyama no misasagi.
Franz Eckert va compondre la marxa fúnebre, anomenada Trauermarsch ("dol profund") o Kanashimi no kiwami, per al funeral de l'emperadriu vídua Eishō. L'emperador Meiji i la seva esposa l'emperadriu Shōken no van poder assistir al funeral, però van viatjar a Kioto per oferir els respectes a la tomba la primavera després de la seva mort.